# Carla Mann

Carla Mann (1903)

Carla Auguste Olga Maria Mann (* 23. September 1881 in Lübeck; † 30. Juli 1910 in Polling) war eine deutsche Schauspielerin und Schwester der Schriftsteller Heinrich und Thomas Mann.

## Leben
Carla Mann stammte aus der Familie Mann und war neben Heinrich Mann (1871–1950), Thomas Mann (1875–1955), Julia Mann (1877–1927) und Viktor Mann (1890–1949) das vierte Kind (in der Geschwisterfolge) und die jüngste Tochter des Lübecker Kaufmanns und Senators Thomas Johann Heinrich Mann und Julia da Silva-Bruhns. Sie wuchs bis zum Tod ihres Vaters 1891 in Lübeck auf; 1893 zog die Familie nach München um.
Sie war Schauspielerin, der aber der Erfolg versagt blieb. Um nicht weiter von der Familie abhängig zu sein, entschloss sie sich zur Heirat. Als es mit ihrem Verlobten Arthur Gibo wegen einer vermeintlichen Affäre zum Streit kam, beging sie in Polling bei Weilheim, wo die Familie Mann alljährlich ihre Sommerfrische verbrachte, mit 28 Jahren Suizid durch die Einnahme von Zyankali.
Ihr ältester Bruder Heinrich Mann befasste sich in dem Theaterstück Schauspielerin und dem Roman Die Jagd nach Liebe mit ihrem Schicksal, ebenso ihr Bruder Thomas Mann in dem Roman Doktor Faustus, in dem auch die Lebensgeschichte der Schwester Julia literarisch verarbeitet ist.
Sie wurde auf dem Waldfriedhof München im Familiengrab der Familie Mann am 2. August 1910 beigesetzt, wo auch ihre Mutter Julia Mann, ihr jüngster Bruder Viktor Mann und dessen Frau bestattet wurden. In Polling befindet sich eine Gedenktafel der Familie.